# 布熱茨拉夫車站
布熱茨拉夫車站（捷克語：Železniční stanice Břeclav）是位於捷克南摩拉維亞州布熱茨拉夫的鐵路車站，靠近奧地利和斯洛伐克邊境。車站啟用於1839年。